# Félix Bédouret
Félix Bédouret (Ginevra, 12 gennaio 1898 – Ginevra, 30 giugno 1955) è stato un calciatore svizzero.

## Carriera
Ha giocato i Giochi olimpici del 1924 con la propria Nazionale, squadra che arrivò seconda dietro l'Uruguay.